# Luciano Spalletti
Luciano Spalletti (Certaldo, 1959. március 7. –) olasz labdarúgó, labdarúgóedző.

## Játékosként
Certaldóban született, Firenze megyében. Spalletti aktív játékosként az Olasz harmadosztályban az Entellában, a Speziában, a Viareggióban, és az Empoliban játszott.

## Edzőként

### Kezdeti évek
Utolsó csapatánál, az Empolinál kezdte edzői pályafutását, 1993 júliusa és 1998 júniusa között töltötte be a vezetőedzői posztot. A csapat az ő irányításával jutott fel egymást követő szezonokban a harmadosztályból az első osztályig. 1998 júliusától 1999 júniusáig a Sampdoriát, 1999 júliusától októberig a Veneziát edzette, és néhány mérkőzés erejéig leült az UEFA- és FIFA-tagsággal nem rendelkező toszkán válogatott kispadjára is.
Két időszakban az Udinese Calcio vezetőedzője volt. Mielőtt másodszorra is leült az udineiek padjára, rövid ideig elvállalta az Ancona irányítását is.  Első igazán jelentős eredményét a 2004-2005-ös idényben érte el, amikor az Udinésével a negyedik helyen végzett a bajnokságban, kiharcolva a Bajnokok Ligája részvételt.

### AS Roma (2005-2009)
2005-2006

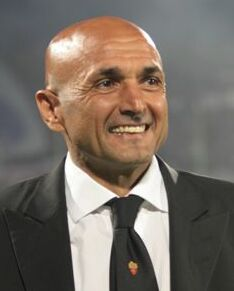
Spalletti az AS Roma edzőjeként 2009-ben

Edzői teljesítményére felfigyeltek az AS Rómánál is, ahol az előző szezonban (2004-2005) négy különböző edző váltotta egymást a kispadon. Spalletti megváltoztatta a csapat taktikáját, sokkal támadóbb felfogásúbbá tette azt, és egy korszerűbb 4-2-3-1-es rendszerben játszatta a fővárosiakat. A 2005-2006-os idényben már látszata is volt az új taktikának, a Roma a 15. helyről az 5. helyig kapaszkodott fel a táblázatom, miután rekordot jelentő győzelmi szériát produkált, többek között az ősi rivális Laziót is legyőzve. A Bajnokok Ligájáról éppen hogy lemaradtak, majd vereséget szenvedtek az Olasz Kupa fináléjában is. A Calciopoli miatti kizárások és pontlevonások miatt végül mégis BL résztvevők lettek, második olasz csapatként.
2006-2007
2006 végén Spallettit az év edzőjének választották. A bajnokságban az egyetlen kihívói voltak a végül bajnoki címet nyerő Internazionalénak, akiket az Olasz Kupa döntőjében sikerült is legyőzni. (Ez volt Spalletti edzői pályafutásának első jelentős trófeája.) A Bajnokok Ligájában negyeddöntőig jutottak, ott a francia Olympique Lyonnais megálljt parancsolt.
2007-2008
Az új idényt Szuperkupa-győzelemmel kezdték, azonban a bajnokságban újra csak a második helyen végeztek, hiába került egészen kiábrándító formába a szezon végére a nagy rivális Inter. Az Olasz Kupában viszont sikerült megvédeni a címüket. A Bl-ben ezúttal is a negyeddöntő jelentette a végállomást, a későbbi győztes Manchester United az Old Traffordon 7-1-re győzte le Spalletti csapatát. A sorozat korábbi szakaszában a Real Madridot még sikerült kiejtetni, ráadásul a Roma lett az első olasz csapat, amely immár másodszor is győzni tudott a Bernabéuban.
2008-2009
A 2008-2009-es szezon korántsem alakult ilyen fényesen, a Roma előbb elbukta a szuperkupa döntőt, majd sokáig kieső helyen szerénykedett. Végül a hatodik helyen fejezték be a bajnokságot, amivel csak az Európa-ligába kvalifikálták magukat.
Az új szezonban Alberto Aquilani eladásával tovább gyengült a pénzügyi gondokkal küzdő csapat, amely az első két bajnokiját elvesztette, így Spalletti 2009. szeptember 1-jén lemondott. A tar mester két Olasz Kupát és egy Szuperkupát nyert az együttessel.

### Zenit (2009-2014)

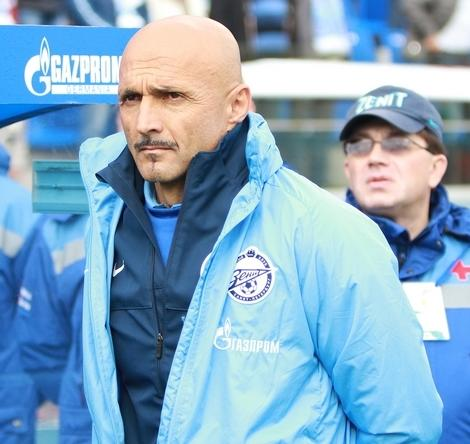
Spalletti a Zenit edzőjeként 2012-ben

2009 decemberében hároméves szerződést írt alá az orosz Zenithez. 2010. május 16-án a Szibir Novoszibirszk ellen megnyerték az Orosz Kupát. A bajnokságban az első 16 bajnokin 12 győzelemmel és négy döntetlennel negyven pontot szerzett a Zenit, ilyen jól még egy csapat sem kezdte az orosz pontvadászatot. 2010-ben Spalletti orosz bajnok lett a Zenittel, ez volt az olasz első bajnoki címe edzőként.
A nyári átigazolási szezonban alaposan megerősítették a csapatot, érkezett Aleksandr Bukharov, és Szergej Szemak a Rubin Kazanytól, valamint Aleksandar Luković és Bruno Alves a védelembe. Ennek ellenére a Zenit csak az Európa-liga küzdelmeiben folytathatta az ősszel, miután kiestek a Bajnokok Ligája selejtezőjében.
2010. október 3-án a Szpartak-Nalcsik legyőzésével újabb rekordot állítottak fel a hazai bajnokságban, hiszen a tavalyi bajnokságól számolva 21 mérkőzésen át veretlenek maradtak.  
Az Európa-ligában a nyolcaddöntőben kiejtették a svájci Young Boys csapatát, de a következő körben a holland Twente már erősebbnek bizonyult. 2011. március 6-án megnyerték az Orosz Szuperkupát a CSZKA Moszkvát legyőzve a döntőben.
A 2011–2012-es Bajnokok Ligája sorozatban a Zenit a második helyen végzett csoportjában és története során először kvalifikálta magát a tavaszi nyolcaddöntőbe, ott azonban, annak ellenére, hogy az első hazai mérkőzést megnyerték, alulmaradtak a Benficával szemben. 2012 februárjában Spalletti szerződést hosszabbított 2015 nyaráig, majd áprilisban bebiztosította a csapat második bajnoki címét. A Bajnokok Ligája csoportköréből való továbbjutást nem sikerült megismételni a következő évben, a Zenit harmadik lett a Málaga CF és az AC Milan mögött -annak ellenére, hogy Olaszországból győzelemmel távozott a gárda. A tavaszi Európa Ligában a Zenit rögtön kiejtette a Liverpool FC gárdáját, azonban a legjobb tizenhat között már az FC Basel együttese bizonyult jobbnak. A 2013-14-es szezonban Spalletti csapata ismételten eljutott a BL legjobb tizenhat csapatáig, ahol a Jürgen Klopp vezette Borussia Dortmund jelentette a végállomást. 2014. március 10-én megköszönték a munkáját. Összességében kétszer volt bajnok a csapattal, egyszer-egyszer megnyerte az Orosz Kupát és Szuperkupát, valamint kétszer is bevitte a Zenitet az európai klubfutball csúcsának legjobb tizenhat csapata közé.

### Visszatérés Rómába (2016-2017)
Spallettit 2016. január 13-án nevezték ki újra az AS Roma edzőjének, miután menesztették Rudi Garciát. A farkasok látványosan feljavultak a tar mester érkezésével és ugyan a 2008-as Real Madrid elleni sikert ezúttal nem sikerült megismételni a BL nyolcaddöntőben, a bajnokságban odaértek a harmadik, Bajnokok Ligája selejtezős helyre. A tavaszi díszmenetet látványosan beárnyékolta a klublegenda Francesco Tottival való konfliktus, mely Spalletti következő szezonjára is rányomta bélyegét.
2016-2017
Az új idény nyögvenyelősen indult a farkasok számára. A BL play-offot csúnyán elbukta a csapat a Portoval szemben, így be kellett érniük az Európa Ligával. A bajnokságban is aggasztó volt a gárda idegenbeli formája, ugyanakkor Spalletti még időben megtalálta a megoldást, ami Radja Nainggolan trequartistaként való játszatása volt. A Roma nem bírta a három frontos terhelést, az EL-ben az Olympique Lyonnais búcsúztatta őket a legjobb 16 között, a hazai kupában a városi rivális ejtette ki őket az elődöntőben. A Serie A-t végül a második helyen fejezte be a csapat, pontrekordot  felállítva - Spalletti ezt úgy kommentálta, hogy a farkasoknak a második hely a Scudettó. A Totti visszavonulásával kapcsolatos, folyamatosan záporozó kérdések pedig ahhoz vezettek, hogy a tréner kijelentette - hiba volt visszatérnie az olasz fővárosba. A szezon végén távozott az együttestől, nem sokkal később pedig aláírt az Interhez.

### Internazionale (2017-2019)
2017-2018
Spalletti azzal a céllal érkezett az Interhez, mint az utóbbi években már oly sokan - visszajuttatni a nagy múltú klubot a BL küzdelmeibe. A december elejéig tartó nagyszerű sorozat arra engedett következtetni, hogy ez könnyűszerrel meg is valósul majd, azonban az AC ChievoVerona elleni 5-0-s győzelmet követően a csapat hatalmas válságba került. Az Inter kiesett a Milan ellen az Olasz Kupa negyeddöntőjében, a bajnokságban pedig zsinórban hét meccsen nem tudott nyerni. Tavaszra aztán nagyjából kiegyenesedtek a dolgok, és végül az utolsó, SS Lazio elleni forduló döntött a BL kvalifikációról. Egy esetleges Inter győzelem pontegyenlőséget jelentett volna, mely esetében az egymás ellen elért eredmények alapján a milánóiak jutottak volna be a Bajnokok Ligájába (a csapatok első meccse döntetlennel zárult). A mérkőzés félidejében még a sasok vezettek 2-1-re, azonban a második játékrészre emberhátrányba kerültek, ami azt jelentette, hogy az Inter meg tudta fordítani az állást. Spalletti tehát - ha a vártnál nehezebben is, de - teljesítette feladatát és kiérdemelte szerződésének meghosszabbítását.  
2018-2019
Az Inter remekül erősített a nyári átigazolási piac nyitva tartása alatt, melynek köszönhetően a legtöbb újságíró a milánóiakat tartotta a Juventus FC legjelentősebb kihívójának. A gyenge idénykezdet azonban erre gyorsan rácáfolt, és ugyan sokáig stabilan tartotta dobogós helyét Spalletti csapata, a fontos kulcsjátékosokkal való folyamatos problémák rányomták a bélyegét a gárda teljesítményére. A Bajnokok Ligájában az Intert a negyedik kalapból sorsolták ki, melynek köszönhetően egy csoportba kerültek az olaszok az FC Barcelona, a Tottenham Hotspur FC és a PSV Eindhoven együtteseivel. Ennek ellenére az utolsó fordulóig nyitott volt a továbbjutás kérdése, a csoda azonban nem sikerült, az Internek az Európa-ligában kellett folytatnia a nemzetközi küzdelmeket. Itt az Eintracht Frankfurt jelentette a végállomást a legjobb tizenhat között. A szezon végén a Bajnokok Ligája indulást jelentő negyedik helyen végzett a bajnokságban a csapat. Spallettit 2019. május 30-án felmentették pozíciójából.

## Edzői statisztika
2023. november 20-án lett  frissítve.
| Csapat                | Nemzet      | –tól                 | –ig                 | Mérleg | Mérleg | Mérleg | Mérleg     | Mérleg | Mérleg | Mérleg | Mérleg |
| M                     | GY          | D                    | V                   | RG     | KG     | GK     | Győzelem % |        |        |        |        |
| --------------------- | ----------- | -------------------- | ------------------- | ------ | ------ | ------ | ---------- | ------ | ------ | ------ | ------ |
| Empoli                | Olaszország | 1994. április 18.    | 1994. június 14.    | 8      | 2      | 3      | 3          | 8      | 9      | −1     | 25     |
| Empoli                | Olaszország | 1995. július 1.      | 1998. június 30.    | 128    | 57     | 37     | 34         | 163    | 127    | +36    | 44.53  |
| Sampdoria             | Olaszország | 1998. július 1.      | 1998. december 14.  | 23     | 8      | 5      | 10         | 23     | 32     | −9     | 34.78  |
| Sampdoria             | Olaszország | 1999. február 1.     | 1999. június 30.    | 15     | 6      | 3      | 6          | 21     | 20     | +1     | 40     |
| Venezia               | Olaszország | 1999. július 1.      | 1999. október 31.   | 10     | 2      | 3      | 5          | 7      | 11     | −4     | 20     |
| Venezia               | Olaszország | 1999. november 29.   | 2000. február 7.    | 13     | 4      | 3      | 6          | 14     | 22     | −8     | 30.77  |
| Udinese               | Olaszország | 2001. március 19.    | 2001. június 30.    | 11     | 2      | 4      | 5          | 13     | 19     | −6     | 18.18  |
| Ancona                | Olaszország | 2001. december 28.   | 2002. június 30.    | 20     | 8      | 5      | 7          | 27     | 25     | +2     | 40     |
| Udinese               | Olaszország | 2002. július 1.      | 2005. június 6.     | 122    | 53     | 32     | 37         | 165    | 145    | +23    | 43.44  |
| AS Roma               | Olaszország | 2005. június 17.     | 2009. szeptember 1. | 224    | 122    | 53     | 49         | 414    | 262    | +152   | 54.46  |
| Zenyit                | Oroszország | 2009. december 11.   | 2014. március 10.   | 184    | 105    | 47     | 32         | 325    | 176    | +149   | 57.07  |
| AS Roma               | Olaszország | 2017. június 13.     | 2017. május 30.     | 75     | 50     | 11     | 14         | 171    | 83     | +88    | 66.67  |
| Internazionale Milano | Olaszország | 2017. június 9.      | 2019. május 30.     | 90     | 45     | 26     | 19         | 141    | 75     | +66    | 50     |
| Napoli                | Olaszország | 2021. május 29.      | 2023. július 01.    | 96     | 62     | 16     | 18         | 198    | 89     | +109   | 64.58  |
| Olaszország           | Olaszország | 2023. szeptember 01. | Jelenlegi           | 6      | 3      | 2      | 1          | 13     | 7      | +6     | 50     |
| összesen              | összesen    | összesen             | összesen            | 1025   | 529    | 250    | 246        | 1703   | 1099   | +604   | 51.61  |

## Sikerei, díjai

### Edzőként
- Empoli
  - Seria C (rájátszás) (1) :1995–96
  - Seria B  (1): 1996–97
- AS Roma
  - Olasz labdarúgókupa (2): 2006–2007, 2007–2008
  - Olasz labdarúgó-szuperkupa (1): 2007
- Zenit
  - Seria A (2): 2010, 2011–2012
  - Orosz labdarúgókupa (1): 2009–10
  - Orosz labdarúgó-szuperkupa (1): 2011
- Napoli
  - Serie A: 2022–23
- Egyéni
  - Az év edzője a Serie A-ban (2): 2005–2006, 2006–2007,[19] 2022–23[20]
  - Panchina d'Oro (1): 2004–2005[21]
- A Serie A hónap edzője:2021  szeptember, 2022 február, 2022  október, 2023 január

A Serie A szezon legjobb edzője: 2022–23